# グランゼコール
グランゼコール（Grandes Écoles）は、フランスにおいて創設より現在に至るまでテクノクラート養成校として認識されている高等教育機関。フランスの高等教育機関には、グランゼコールの他に入学試験がない一般大学のユニヴェルシテ（Universités）がある。例えばリベラルアーツ教育を行うパリ大学は一般大学でありグランゼコールではない。
ルイ14世の絶対王制以降に中央政府が多くの専門的技術者を必要としてきたため、主に理工系専門技術者の養成校として設立された。一般教養の涵養ではなく、社会発展に直接寄与するテクノクラートの養成を目指す。
現在、グランゼコールが加盟するグランゼコール会議には229校が加盟している。

## 概略

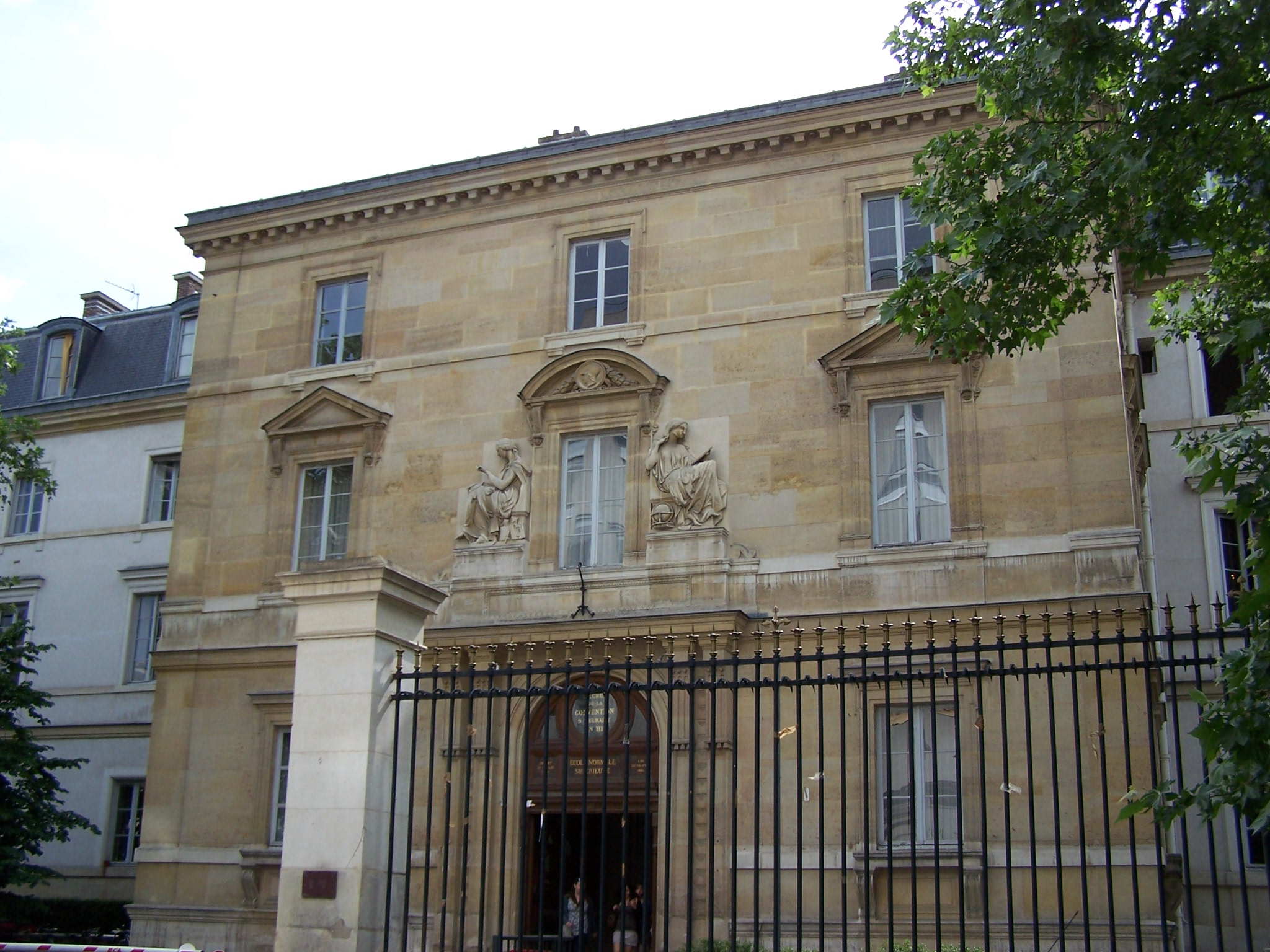
パリ高等師範学校（ENS Ulm）

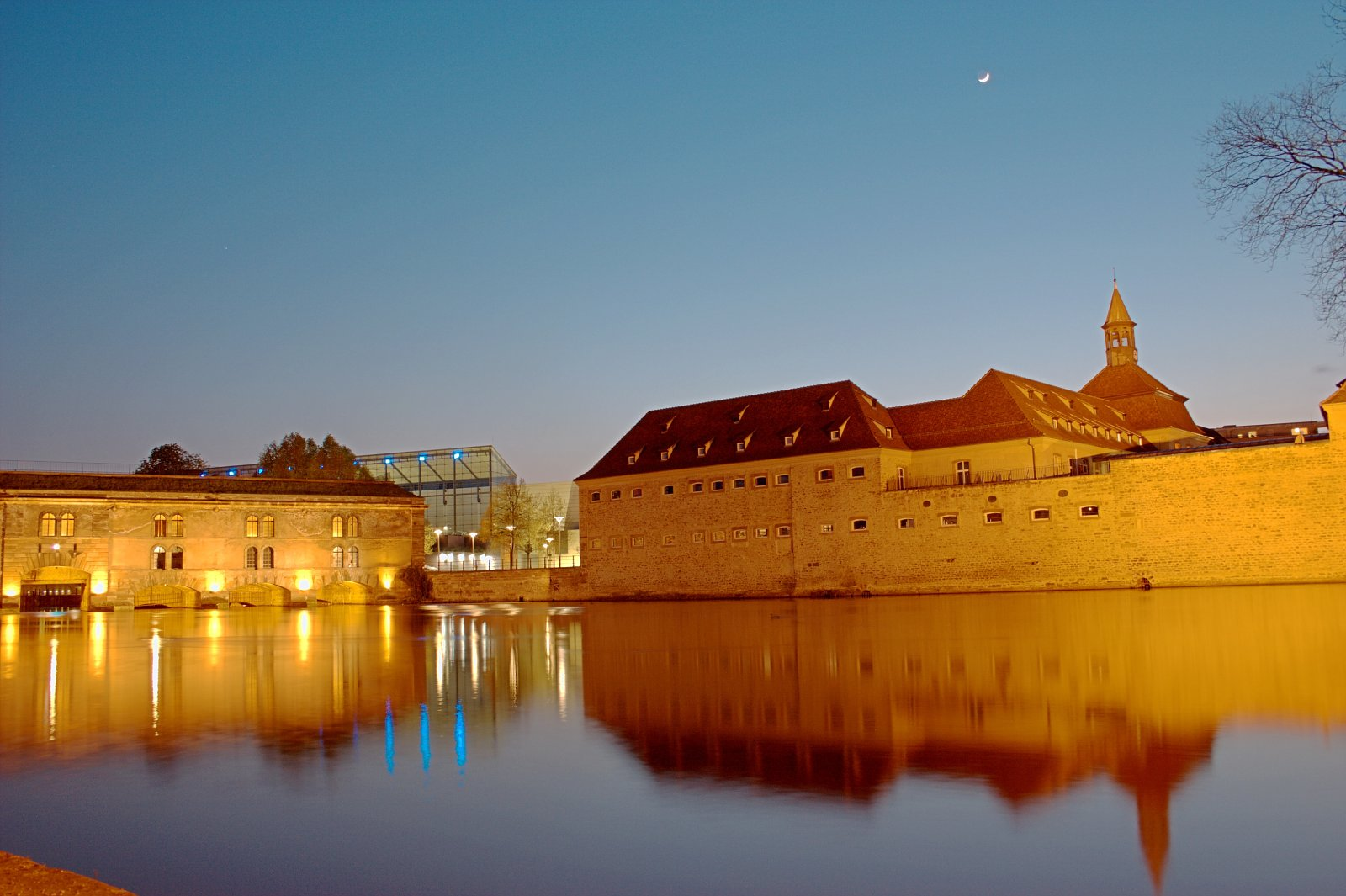
国立行政学院（ENA）

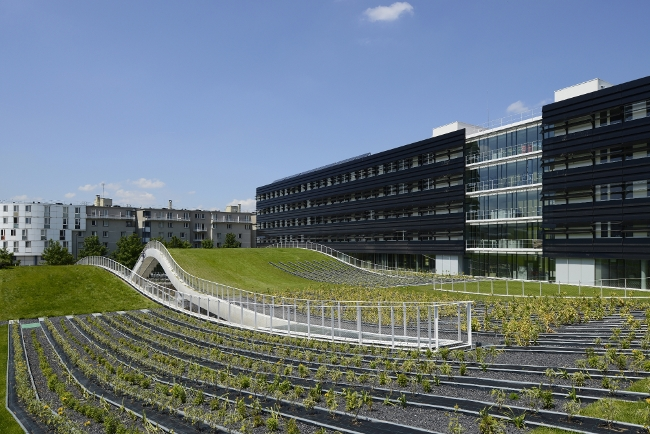
国立土木学校（ENPC）

グランゼコールの大半は理工系の技師学校（école d’ingénieurs）である。商業、教育、行政、司法、軍事を専門とするグランゼコールは理工系と比較して少数であり、新設校も多い。例外として、高等師範学校や高等研究実習院は自然科学、人文科学、社会科学の全てを含むグランゼコールとして設立された古い歴史を有している。
フランスでは、一般的にグランゼコールはエリート養成機関であると認識されているため、注目度が高く、様々なランキングが出されている。評価は、学校により難易度は大きく異なり、ランキングを算出する機関や雑誌により異なるが、いわゆる上位のグランゼコールは、行政系では国立公務学院、パリ政治学院、理工系ではパリ高等師範学校、エコール・ポリテクニーク、国立土木学校、パリ国立高等鉱業学校、国立先端技術学校、商業系ではパリ経営大学院、ESSEC経営大学院などが一般的に知られている。特に行政分野に関しては、パリ政治学院を卒業後、国立公務学院（旧・国立行政学院）に進学するパターンがその分野におけるエリートコースとされている。
MBAや課程博士号などを取得できるグランゼコールも存在する。
卒業生は近代以降のフランス社会での支配階層を占めており、一例を挙げれば行政系のグランゼコールである国立公務学院（旧・国立行政学院）はこれまで数十名の大統領や首相を輩出している。しかし卒業生が少数であることや、特定の専門分野について理論を把握した上で実践的教育を行うというフランス独自の教育形態であることもあって、ヨーロッパおよびフランス文化圏以外の者にはその存在や影響力が詳しく知られていないこともある。
法学・医学分野の専門教育を行うグランゼコールは存在しない。そのため、フランスで法律家・医師を志望する者は大学の法学部・医学部に進学する。

## 歴史
最古のグランゼコールは国立土木学校であり、1747年にルイ15世の勅令によって、国家建設に不可欠な土木・建築領域におけるテクノクラート養成を目的として創立された。現在名門とされるグランゼコールの多くは18世紀に設立された。これらの歴史の古いグランゼコールのほとんどが理工系技術者の専門職養成学校である。これは、フランス革命によって貴族制が否定され、新国家再建のために高度な専門知識・技術を有する人材が求められたのに対して、フランスの大学はリベラルアーツ教育を目的としていたことから実学の職業教育を行う機関が存在せず、それを国家が用意する必要があったためである。その後、理工系グランゼコールを卒業した者は、フランスの富国強兵政策の技官として、また富国強兵政策の立案者としての役割を担ってきた。
理工系のグランゼコールが充実すると、商業系のグランゼコールも設立され始める。しかし、この時期に設立されたグランゼコールが現在のような専門分野での地位が高まるのは、第二次世界大戦後になって、現在国際的にも知られている国立行政学院が設立されて以降のことである。

## 進学キャリア
グランゼコールへの入学および進級・卒業はいずれも難度が高い。グランゼコールの志望者は、リセ卒業後すなわちバカロレア取得後に、グランゼコール準備級で2～3年間の入学準備を行い、受験するのが一般的である。準備学校卒業者は、ボローニャ・プロセスにおける大学2年～3年の修了者と見做される資格が授与される。

### グランゼコール準備級（CPGE）

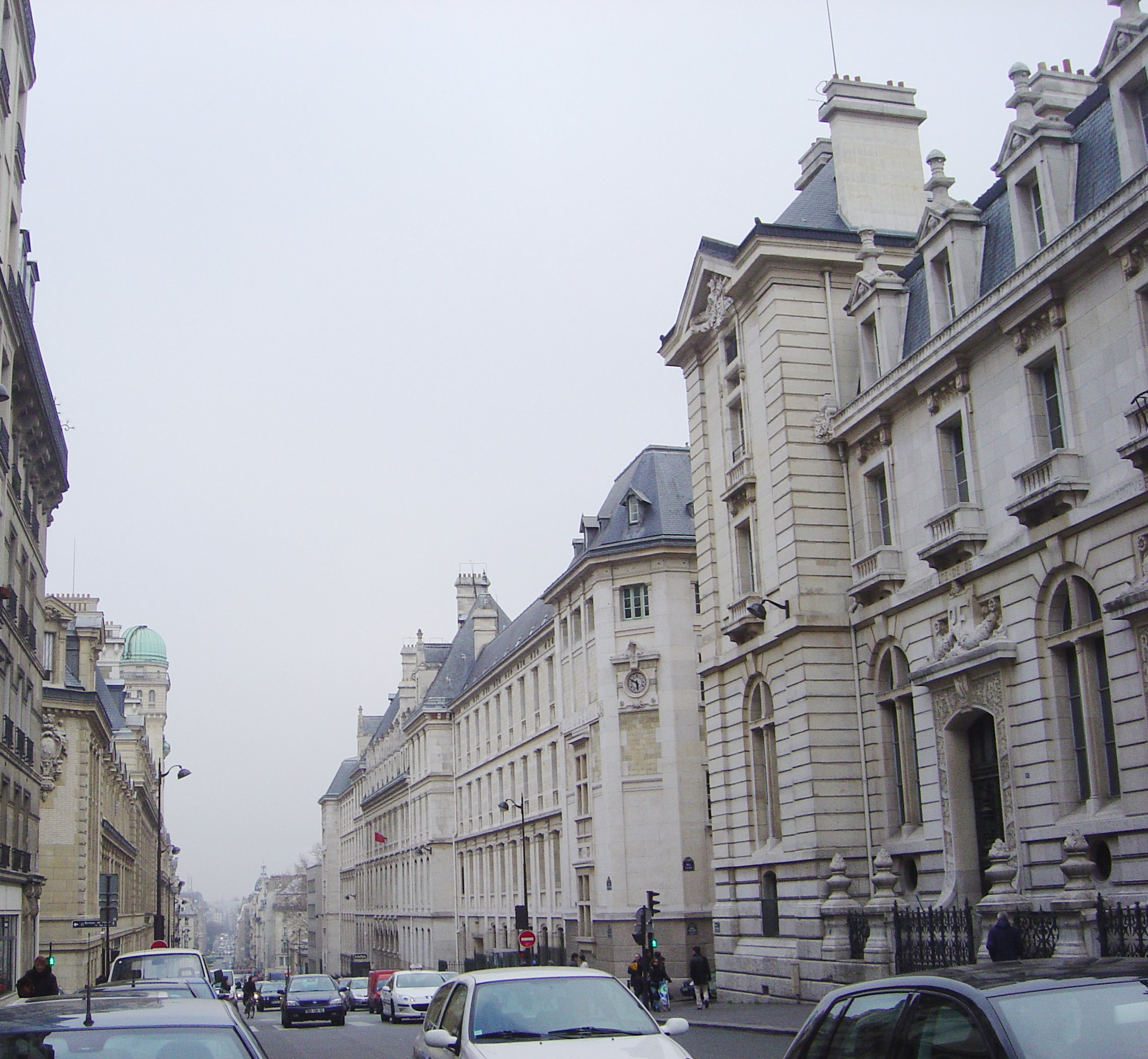
リセ・ルイ＝ル＝グランは有名なCPGE

グランゼコールへの入学を希望する生徒は、Classes préparatoires aux grandes écoles（CPGE、グランゼコール準備級リスト学校）に所属する必要がある。CPGEは独立した学校ではなく、主に、名門リセ（日本の高等学校に相当）に設置されるバカロレア取得後の進学コースのようなものであり、ISCED-5Aに位置づけられる。準備校はフランス各地に多くあるが、名門とされる準備学校は、パリ市内には多数、それぞれの地域圏に1校が政府に指定されている。
以下は首都圏・地域圏の名門準備校リスト:
- パリ(Lycée Henri IV, Lycée Louis Le Grand, Lycée Stanislas, Lycée Saint-Louis, Lycée Janson de Sailly, Lycée Fénelon)
- ヴェルサイユ (Lycée privé Sainte-Geneviève)
- マルセイユ (Lycée Thiers)
- リヨン(Lycée du Parc)
- ストラスブール (Lycée Kléber)
- ボルドー (Lycée Michel-Montaigne)
- ディジョン (Lycée Carnot)
- ニース (Lycée Masséna)
- リール (Lycée Faidherbe)
- トゥールーズ (Lycée Pierre-de-Fermat)
- レンヌ (Lycée Chateaubriand)
- グルノーブル (Lycée Champollion)

CPGEに進学できる子女の数は限られており、そこからさらにグランゼコールに進学できる学生数も制限されている。人文系最難関の高等師範学校文系専攻の場合は合格率は1%から3%程度。理系は専門が細分化されており、定員枠も文系よりも遙かに多いため、合格率は過半を越える。なお、かつてはCPGEの選抜試験は学校単位で実施されていたが、現在は試験は全国で一括して実施され志望者が特定の学校を選択することはできず、試験結果に応じて入学する学校が指定され、2年次進級できなかったものは、大学に編入することが多い。なお、名門グランゼコールを受験できる回数は3回までに限られており（合格するまでは「留年生」として準備学級に在籍できる）、3回以内で合格できなかった場合には通常の大学に進学せざるを得ない。また、CPGEの大半は公立で無償であるが、高収入の家庭でなければ授業料を払うことすらも難しい私立校も若干ある。なお、最優秀校として知られるリセ・ルイ＝ル＝グランやアンリ4世校は公立であるため無償である。日本に対応する教育機関はないが、旧制の大学予科や旧制高等学校に近い。

### 入学試験
CPGEを卒業した者は、グランゼコールの選抜試験へと進む。選抜試験は、筆記（論文形式）と面接による試験である。試験内容は、専攻する学問に関連する領域における論文を作成するもの。例えば高等師範学校（文系）の場合には試験は二次に渡って実施される。一次試験では歴史学、哲学、社会学などの領域を対象として、「××（歴史的な出来事）のフランスにおける意義」と言った広汎な設問に対して論理的かつ詳細な論述が求められ、同時に数十ページに渡る外国語テキストの翻訳の語学試験（2ヶ国語以上）も実施される。論述試験の場合、試験時間は一領域あたり6時間程度、語学の場合でも4時間程度を要するため、一週間程度の期間に連続して試験を受けることになる。二次試験では、一次試験と同様の論述試験と共に、数時間で論文を読破した後にその内容に関する詳細な説明や討論が求められる面接試験が実施される。したがって、日本における面接試験のような、志望動機や入学するに当たっての希望や心構えなどが尋ねられることはない。

### 在学中
フランスでは大学も含めて公教育が無償であることが多い。エコール・ポリテクニーク、高等師範学校、国立古文書学校のみ、聴講官という準国家公務員相当の地位となり給金が支給されるが、卒業後10年間は公務員として働く義務を負い、辞退者にはペナルティとして罰金が課される。しかし商業系のグランゼコールには国立であっても有償で、学費の安くないところもある。

## 文化
上位のグランゼコールの学生や出身者には通称が存在する。例えば、エコール・ポリテクニークはポリテクニシャン、エコール・サントラルはサントラリアン、高等師範学校はノルマリアン、国立行政学院（ENA）はエナルク、国立古文書学校はシャルティストのように呼ばれる。

## 批判
フランスは圧倒的な学歴社会である。上位グランゼコール出身者は高級官僚あるいは大手企業の幹部として将来を嘱望されることがある。日本と異なり、エリートはグランゼコール卒業後、大学院（大学院大学）に進学する。フランスの多くの大統領や政治家や高級官僚は、パリ政治学院を経て国立公務学院（INSP、旧名ENA）を卒業した者である。第25代大統領エマニュエル・マクロンは法学部およびパリ政治学院出身であり、ENAの卒業生であったが、エリート主義の象徴たるENAの存在は害悪であるとして廃校を宣言し、2022年1月に新たにフランス国立公務学院が開校した。

## 一覧

### 高等師範学校
- 高等師範学校（École normale supérieure、ENS） - 他の高等師範学校と区別する為に「パリ高等師範学校」とも呼ばれる。
- リヨン高等師範学校（École normale supérieure de Lyon）
- パリ＝サクレー高等師範学校（フランス語版）（École normale supérieure Paris-Saclay） - 旧カシャン高等師範学校
- レンヌ高等師範学校（フランス語版）（École normale supérieure de Rennes）

### 技師学校[10]
- エコール・ポリテクニーク（École polytechnique）
- 国立高等鉱業学校（École nationale supérieure des mines）
  - パリ国立高等鉱業学校（École nationale supérieure des mines de Paris）
  - サン＝テティエンヌ国立高等鉱業学校（École nationale supérieure des mines de Saint-Étienne）
  - ナンシー国立高等鉱業学校（École des Mines de Nancy）
- エコール・サントラル (École centrale Paris, Lyon, Marseille)
  - エコール・サントラル・ド・リール
  - エコール・サントラル・パリ
- サントラル・シュペレック（CentraleSupélec)
- France AEROTECH
  - 国立民間航空学院（École nationale de l'aviation civile）
  - 国立高等工芸学校（École nationale supérieure d'arts et métiers）
  - ボルドー工科大学-ENSEIRB-MATMECA工学部（École nationale supérieure d'électronique, informatique, télécommunications, mathématiques et mécanique de Bordeaux)
  - エコール・サントラル・ド・リヨン（フランス語版）（École centrale de Lyon)
  - エコール・サントラル・ド・ナント（École centrale de Nantes)
- アグロ・パリ・テック（Agro Paris Tech）
- 国立高等電気通信学校（ENST - École nationale supérieure des télécommunications）
  - 国立高等電気通信学校ブルターニュ校（ENST Bretagne - Ecole Nationale Supérieure des Télécommunications - Brest）
- 国立先端技術学校（École nationale supérieure de techniques avancées, ENSTA）
- 情報先端技術学校（情報工科大学院大学、EPITA - École pour l'informatique et les techniques avancées）
- パリ市立高等工業物理化学学校（パリ市立工業物理化学高等専門大学、ESPCI - École supérieure de physique et de chimie industrielles de la ville de Paris)
- パリ国立高等化学学校（École nationale supérieure de chimie de Paris、ENSCP）
- 国立統計経済行政学院（École nationale de la statistique et de l'administration économique、ENSAE）
- 国立土木学校（エコール・デ・ポン・ゼ・ショッセ、École nationale des ponts et chaussées）
- 国立高等航空宇宙学院 (ISAE SUPAERO、Institut Supérieur de l'Aéronautique et de l'Espace）
- 国立高等航空宇宙大学院大学（SUPAERO - Ecole Nationale Supérieure de l'Aéronautique et de l'Espace - Toulouse）
- 国立工芸院（Conservatoire national des arts et métiers、CNAM）
- パリ高等機械学院（Institut Supérieur de Mécanique, Supméca）
- 高等電気学校（Supélec<シュペレック> École supérieure d'électricité <エコール・シュペリウール・デレクトリシテ> )
- 国立高等応用電子学院（国立高等電子応用大学院, École nationale supérieure de l'électronique et de ses applications、略称: ENSEA)
- 高等科学技術学院（Institut polytechnique des sciences avancées）
- 国立高等精密機械学校（École nationale supérieure de mécanique et des microtechniques、ENSMM）
- 国際情報処理学校（国際情報処理科学大学院、École internationale des Sciences du Traitement de l'Information、EISTI）
- 国立農村工学・河川・森林学校（École Nationale du Génie Rural, des Eaux et des Forêts、ENGREF）
- アンジェ高等農業学校（ESA<エサ> Ecole Supérieure d'Agricultures d'Angers）
- 国立ブレスト高等技術学校（ブレスト国立工科大学、ENIB<エニブ> École nationale d'ingénieurs de Brest）
- 国立応用科学院（Institut National des Sciences Appliquées、INSA）国立気象学校（ENM, École nationale de la météorologie）
- 国立高等海洋学校（École nationale supérieure maritime)

### ビジネススクール（商業・経営学校）
- ESSEC（エセック・ビジネススクール、École Supérieure des Sciences Économiques et Commerciales）
- INSEAD (欧州経営大学院、仏語: Institut européen d'administration des affaires)
- HECパリ（HEC経営大学院、英語: HEC Paris、仏語: École des Hautes Etudes Commerciales de Paris）
- ESCP経営大学院（英語: ESCP Business School、仏語: École Supérieure de Commerce de Paris - Europe）
- EDHEC経営大学院（英語: EDHEC Business School、仏語: École des hautes études commerciales du Nord）
- KEDGEビジネススクール（KEDGE Business School）
- EMリヨン経営大学院（EM Lyon Business School）
- IESEG経営大学院（英語: IESEG School of Management、仏語: Institut d'Économie Scientitique Et de Gestion School of Management）
- NEOMA経営大学院
- INSEECビジネススクール（英語: INSEEC Business School、仏語: Institut des Hautes Études Economiques et Commerciales）

### グランゼコール会議に参加している大学
- パリ・ドーフィン大学（経済・経営系）

### 行政学校
- 政治学院（Sciences-Po）
  - パリ政治学院（Institut d'études politiques de Paris）
  - グルノーブル政治学院（Institut d'Etudes Politiques de Grenoble）
  - ボルドー政治学院（Institut d'études politiques de Bordeaux）
  - エクス＝アン＝プロヴァンス政治学院（Institut d'Etudes Politiques d'Aix-en-Provence）
  - リヨン政治学院（Institut d'Etudes Politiques de Lyon）
  - サン・ジェルマン・アン・レー政治学院（フランス語版）（Institut d'études politiques de Saint-Germain-en-Laye）
  - リール政治学院（フランス語版）（Institut d'études politiques de Lille）
  - ストラスブール政治学院（Institut d'études politiques de Strasbourg）
  - トゥールーズ政治学院（Institut d'études politiques de Toulouse）
  - レンヌ政治学院（Institut d'études politiques de Rennes）
- 国立公務学院（Institut national du service public、INSP） - 旧・国立行政学院（ENA）
- 国立司法学院（École Nationale de la magistrature）
- 国立地域研究学院（Institut national des études territoriales、INET）
- 公衆衛生高等研究院（École des hautes études en santé publique）
- 国立高等警察学校 (フランス)（フランス語版）（École nationale supérieure de la Police）
- 国立統計経済行政学院（École nationale de la statistique et de l'administration économique、ENSAI Paris）
- 国立高等社会保障学校（École nationale supérieure de la sécurité sociale、EN3S）

### 準備級を持たないグランゼコール
- エコール・デュ・ルーヴル（École du Louvre）
- 社会科学高等研究院（École des hautes études en sciences sociales | EHESS ）
- 国立高等装飾美術学校（École Nationale Supérieure des Arts Décoratifs）
- 国立高等美術学校（エコール・デ・ボザール、École Nationale Supérieure des Beaux-Arts）
- ENSCI（フランス語版）（École Nationale Supérieure de Création Industrielle）
- リヨン国立高等建築学校（フランス語版）（École Nationale Supérieure d'Architecture de Lyon）
- ベルサイユ国立高等建築学校（フランス語版）（École nationale supérieure d'architecture de Versailles）
- サン＝テティエンヌ国立高等建築学校（フランス語版）（École Nationale Supérieure d'Architecture de Saint-Etienne）

### 士官学校
- サン＝シール陸軍士官学校（Écoles militaires de Saint-Cyr）
- 海軍兵学校（École navale）
- 空軍士官学校（École de l'air）

### メディア・ジャーナリズム系
- CELSA（フランス語版）（Centre d'études littéraires et scientifiques appliquées）

### その他
- ヴェルサイユ国立高等造園学校（ENSP、またはENSPV、École Nationale Supérieure du Paysage de Versailles）
- 国立高等映像音響芸術学校（La Fémis〈ラ・フェミス〉、École nationale supérieure des métiers de l'image et du son）
- 国立古文書学校（École nationale des chartes、ENC）
- 高等研究実習院（École Pratique des Hautes Études、EPHE）